# Hemerophis
Genre
Statut de conservation UICN

 NT  : Quasi menacé
Hemerophis est un genre de serpents de la famille des Colubridae.

## Répartition
Les deux espèces de ce genre se rencontrent au Yémen dans l'archipel de Socotra et en Namibie.

## Liste des espèces
Selon The Reptile Database (20 août 2015) :
- Hemerophis socotrae (Günther, 1881)
- Hemerophis zebrinus (Broadley & Schätti, 2000)

## Publication originale
- Schätti & Utiger, 2001 : Hemerophis, a new genus for Zamenis socotrana Günther, and a contribution to the phylogeny of Old World racers, whip snakes and related genera. Revue Suisse de Zoologie, vol. 108, no 4, p. 919-948 (texte intégral).